# Podlasek (województwo warmińsko-mazurskie)
Podlasek – wieś w Polsce położona w województwie warmińsko-mazurskim, w powiecie nowomiejskim, w gminie Biskupiec. Przez wieś przechodzi droga wojewódzka nr 538.
W latach 1975–1998 miejscowość położona była w województwie toruńskim.
Zobacz też: Podlasek, Podlasek Mały